# Alltagstheorie
Alltagstheorie – auch unter den Begriffen Laientheorie oder pragmatische Theorie geläufig – ist die Bezeichnung für handlungsleitendes Wissen, das jedoch nicht nach wissenschaftlichen Kriterien überprüft worden ist.

## Begriffsbestimmungen, nähere begriffliche Eingrenzungen
Alltagstheorien sind die – oft miteinander unverbundenen – (Teil-)Theorien, die sich Menschen aus ihren Erfahrungen bilden, also Auffassungen, die sie sich über ihre alltägliche Lebenswelt erschließen, nach denen sie handeln, wenngleich sie sich derer teilweise oder gar nicht bewusst sind. Sie können hochpersönlich sein oder auch von Vielen geteilt werden. Alltagstheorien ermöglichen Zuschreibungen von Eigenschaften, insbesondere von Ursachen, die unter dem Stichwort „Kausalattribution“ begrifflich gehandhabt werden. Alltagstheorien verhelfen zu Erklärungen, wie sich Menschen in der Welt orientieren und Zusammenhänge begreifen.
Im weiteren Sinne decken Alltagstheorien auch die vorwissenschaftlichen Ansichten der Menschen im Alltag ab, beispielsweise etwa über Krankheiten und deren Behandlung, Vorgänge in der Natur, das Wetter und so weiter. Alltagstheorien besitzen die wichtige Funktion, sowohl das eigene Leben als auch das Verhalten anderer Menschen verstehbar, subjektiv voraussagbar und scheinbar kontrollierbar zu machen.
Nach Fritz Heider ist die „common sense psychology“ das unformulierte oder halbformulierte Wissen über interpersonale Beziehungen, wie es in der Alltagssprache der Allgemeinheit und in der Erfahrung ausgedrückt wird. Bewegt man sich im zwischenmenschlichen Bereich, so überlappen sich Alltagstheorien und subjektive Theorien in besonderem Maße, denn in diesem Bereich wird das Erfahrene noch stärker subjektabhängig als im sonstigen Alltag und hochpersönlich. Verbalisierbare Alltagstheorien können intersubjektiv Zustimmung finden, sprich, auffassungsmäßig mit anderen Menschen geteilt werden, etwa im Gruppenrahmen sozialer Gruppen. Bei strengem Begriffsgebrauch ist letzteres für subjektive Theorien per definitionem ausgeschlossen.
Naive Psyche sucht mit «gesundem Menschenverstand» nach stimmigen (konsistenten) Informationsmustern, um eigene und fremde Verhaltensweisen verstehen bzw. einschätzen zu können. Solchen Konzepten (und Vorurteilen) des «Alltagswissens» kommen in vielen Lebensbereichen eine große praktische Bedeutung zu. Aus Sicht von Psychologen werden sie auch als implizite Konzepte (Theorien) wirksam, weil sie in der Alltagspsychologie verborgen liegen, oft unterschwellig bleiben und nicht ausformuliert werden; sie werden kaum mitgeteilt, sondern müssen erst erschlossen werden. Alltagstheorien können sich als soziale Vorurteile auswirken und sich zu einflussreichen kollektiven Haltungen und Ideologien entwickeln. Sie beeinflussen beispielsweise etwa das Wahlverhalten, die Haltung gegenüber Ausländern und gegenüber Minderheiten, die Freizeitgestaltung und die Art und Weise, wie man Wertvorstellungen in der Öffentlichkeit vertritt, aber auch, ob man es allgemein für nötig hält, sich die Zähne zu putzen. Je umfassender der Referenzrahmen, desto weitreichender kann die handlungsleitende Tragweite von Alltagstheorien werden; sie können dann stark zu Ideologien beitragen.
Alltagstheorien sind in allen Lebensbereichen wirksam. Verdeckte Alltagstheorien bewusst zu machen und eine kritische Beurteilung ihrer Qualität aufzuzeigen, kann eine Aufgabe von Pädagogik sein.